# Meyriccia latro
Meyriccia latro är en fjärilsart som beskrevs av Philipp Christoph Zeller 1873. Meyriccia latro ingår i släktet Meyriccia och familjen mott. Inga underarter finns listade i Catalogue of Life.